# فرانک ال. اسمیت

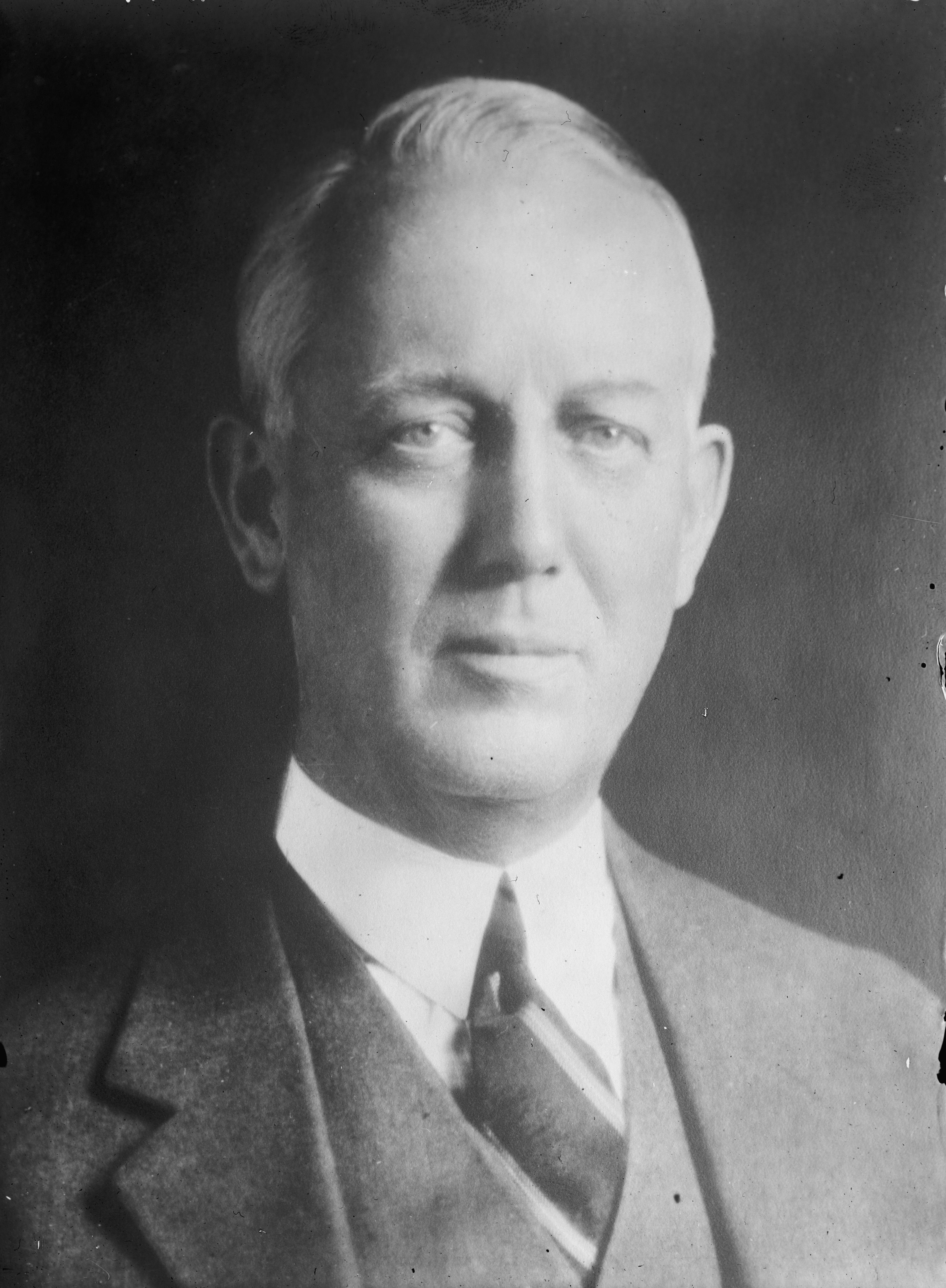
نگارهٔ فرانک ال. اسمیت، سیاست‌مدار آمریکایی

فرانک ال. اسمیت (به انگلیسی: Frank L. Smith) سناتور سابق عضو حزب جمهوری‌خواه ایالات متحده آمریکا بود. او در سال ۱۹۲۶ تا ۱۹۲۸ میلادی سناتور ایالت ایلی‌نوی در سنای ایالات متحده آمریکا بود.